# Futbol Club Barcelona (masculí)
Equip de futbol català